# ميناء طنجة المتوسط
ميناء طنجة المتوسط هو مجمع مينائي صناعي مغربي، يقع على بعد 45 كم شمال شرق طنجة وقبالة طريفة بإسبانيا (15 كم شمالًا) على مضيق جبل طارق، بقدرة استيعاب تصل إلى 9 ملايين حاوية، وهو أحد أكبر الموانئ الصناعية في العالم. وأكبر ميناء في إفريقيا والبحر الأبيض المتوسط. يستقطب الميناء سنويًا حوالي 7 ملايين مسافر و700 ألف شاحنة ويصدر مليون مركبة.
يوجد الميناء في مدينة طنجة التي تُعتَبر بوابة المغرب البحرية الرئيسية المطلة على البحر المتوسط ويقع عند تقاطع المحيط الأطلسي والبحر الأبيض المتوسط على مستوى خليج يقع بين رأس سبارتل ورأس مالاباطا، وهو الميناء الأكبر في أفريقيا والبحر المتوسط.
يتكون ميناء طنجة المتوسط أيضًا من منصة صناعية لـ 1100 شركة شكلت عام 2020 حجم أعمال تصدير سنوي وصل 8000 مليون يورو، يعمل الميناء في قطاعات مختلفة مثل السيارات والطيران وتصنيع الأغذية والخدمات اللوجستية والمنسوجات.
في 4 يناير 2024، احتل ميناء طنجة المتوسط الصدارة أفريقيا وفق تقرير موقع «بيزنيس إنسايدر أفريقيا».
أفادت صحيفة نيويورك تايمز أن روسيا تستخدم ميناء طنجة المتوسط لتجاوز القيود التجارية التي فُرضت عليها بعد بدء حربها على أوكرانيا.
خلال موسم غشت/أغسطس 2025، أعلن ميناء طنجة المتوسط عن اتخاذ إجراءات تنظيمية جديدة تهدف إلى تحسين انسيابية حركة المسافرين، حيث أنه يشهد عادةً ارتفاعًا ملحوظًا في أعداد الركاب. ومن بين هذه الإجراءات فرض قيود على دخول الميناء، حيث يُسمح فقط للمسافرين الذين يحملون تذكرة سفر صالحة لنفس يوم العبور بالدخول، وذلك بهدف تقليل الازدحام وتحسين تجربة السفر داخل الميناء. هذا القرار يسعى إلى تسهيل عمليات الدخول والخروج وتقليل أوقات الانتظار، مع الحفاظ على سلامة المسافرين وتوفير خدمات أكثر فعالية.   

## نبذة تاريخية
يرجع أصل الميناء إلى القرن السابع عشر عندما شيّد الإنجليز حاجز أمواج بطول 225 م وعرض 33 م دمر في سنة 1684. تم منح تفويض مستودع الفحم للسفن البخارية في يوليوز 1895 وقد ظهر سنة 1897 أول رصيف خشبي. بين سنتي 1903 و 1908 تم تشييد ميناء صغير للبواخر والمراكب الشراعية الصغيرة. كان يشمل حاجزا بطول 340 متر يحمي الميناء من الامواج الشمالية الغربية. خلال سنة 1921، منح ظهير صادر عن الدولة الشريفة «لشركة ميناء طنجة» الحق الحصري لبناء وصيانة واستغلال ميناء طنجة. وقد مكن هذا الرصيف من تحسين ظروف هبوط الركاب والبضائع. بين عامي 1925 و 1933 أقدمت «شركة ميناء طنجة» على العديد من التوسيعات بينها إنشاء حاجز أمواج بطول 960 م ومعبر وسيط بطول 300 م ومسطحة لودائع الفحم وزيوت الوقود والعديد من الأرصفة وعمليات جرف بعمق ـ3،5 متر و ـ4 م داخل حوض المساحلة وتفتيت الصخور للإرساء بعمق ـ8 أمتار وكذا رصيف نفط ورصيف توقف. في سنة 1967 قررت الدولة إلغاء الامتياز الممنوح «لشركة ميناء طنجة» وقررت تفويض إدارة الميناء إلى هيئة شحن وتفريغ ميناء الدار البيضاء. في سنة 1985، أُوكِلت إدارة الميناء إلى مكتب استغلال الموانئ ثم إلى الوكالة الوطنية للموانئ في 2006. وبموجب مرسوم وزاري صادر في 15 دجنبر 2010 تم إغلاق ميناء مدينة طنجة في وجه السفن التجارية ليستقبل فقط السفن السياحية والعَبَّارات السريعة المتوجهة نحو طريفة (ميناء جنوب إسبانيا).

## البنيات التحتية المينائية
يتوفر ميناء طنجة المدينة على حاجز رئيسي مشيد على مستوى نتوء صخري بطرف موجه نحو الشمال الغربي والجنوب الشرقي وطرف آخر نحو الشرق. يصل طوله الاجمالي 1329 متر. ويمثل الحاجز رقم 2 الحاجز التجاري الموازي للحاجز الرئيسي بطول 500 متر.
تبلغ المساحة الإجمالية للأحواض 68 هكتار توزع على النحو التالي:

### الميناء الداخلي
يتكون أساسا من ثلاث منصات. يتم حمايته من قبل حاجزين بينهما ممر بطول 60 م وعمق -2,40 م مساحته 6 هكتارات.

### حوض الرصيف التجاري
يحده من الشرق الرصيف الجديد ومن الشمال الحاجز الرئيسي ومن الغرب الميناء الداخلي ومن الجنوب الرصيف رقم 1. تبلغ مساحته 8 هكتارات.

### الحوض الكبير
يحده من الشمال حاجز الأمواج ومن الغرب المسطحات ومن الجنوب رصيف اليخوت ومن الجنوب الرصيف جديد. مساحته 54 هكتار.
من المرتقب أن يتغير العرض المينائي من حيث البنية التحتية لمواكبة الدور الجديد للميناء: السفن السياحية والقوارب عالية السرعة والمارينا والصيد.
تبين الخريطة أدناه ميناء طنجة بامتداداته المستقبلية.

## خدمات الميناء
تطور العرض المينائي لميناء طنجة المدينة مع بدء استغلال ميناء طنجة المتوسطي. وحاليا تتركز الخدمات المينائية التي يقدمها الميناء في المقام الأول حول الرحلات السياحية وركوب القوارب وركاب السفن السريعة والصيد وستتطور هذه الخدمات من خلال مشروع إعادة توظيف الميناء (2011-2016).

#### الرحلات السياحية
عرف ميناء طنجة خلال 2011، 107 توقف للسفن السياحية أي ما يعادل رواجا بلغ 102504 مُسافر. حاليا يمكن للميناء استيعاب سفن سياحية بطول 260 متر. مع نهاية أشغال إعادة التهيئة سيتوفر الميناء على ثلاث محطات قادرة على استقبال سفن الجيل الحديث (360 متر).

#### ركوب القوارب
حاليا يقدم الميناء خدمة محدودة لركوب القوارب. بحلول عام 2016 سيوفر ميناء طنجة عروضا أفضل لخدمات المبحرين وقوارب النزهة مع دمج خدمات مختلفة (إصلاح القوارب ومحلات بيع اليخوت والمدارس البحرية...). ستمكن الأشغال التي تقوم بها شركة تهيئة ميناء طنجة من توفير طاقة استيعابية للميناء تصل 1610 حلقة.

#### ركاب السفن السريعة
اعتبارا من عام 2011 تم نقل كل حركة الركاب إلى ميناء طنجة المتوسطي باستثناء الخط التاريخي بين طريفة / طنجة المدينة. خلال سنة 2011 استعمل 1227320 مسافر هذا الخط. حاليا يتوفر الميناء على 3 مواقف لرسو العبارات السريعة التي تشغل هذا الخط وكذا محطة بحرية سيجرى تحديثها وتجديدها.

#### صيد السمك
يوجد ميناء الصيد الحالي لطنجة في الميناء الداخلي ويحتل المنصة الجنوبية بأكملها وجزء من الرصيف الجنوبي للمنصة الغربية. وهو يغطي مساحة برية من 5 هكتارات وحوض مائي من 7 هكتارات. يحتوي الميناء على 775 متر كرصيف لرسو وتفريغ الأسماك. في اطار مشروع إعادة توظيف الميناء سيتم نقل نشاط الصيد إلى حوض جديد بجوار الميناء الحالي حيث سيقدم منشآت حديثة وجذابة لفائدة مهنيي الصيد. كما سيوفر ميناء الصيد المستقبلي على مقربة من الحاجز الرئيسي لفائدة المهنيين رصيف يصل 1900 متر و 13 هكتار من المسطحات و 13 هكتار من الاحواض المائية. بدأت اشغال البناء منذ 2011 ومن المنتظر تشغيله أواخر عام 2014.

## أنشطة الميناء
ميناء طنجة هو ميناء مختص في الصيد ونقل المسافرين والتنزه.

## الظروف البحرية

### الطقس المحلي
من نونبر إلى مارس تهب رياح جنوبية أو جنوبية غربية بشكل متكرر وبقوة معتدلة. أمّا من أبريل إلى نونبر، فتهب رياح سائدة من الشمال الشرقي وتنتج بحرا غير مستقر، في كثير من الأحيان غير مريح للقوارب. وتكون الرياح الشرقية في بعض الأحيان عنيفة جدا بحيث تفرض على السفن الراسية الخروج. وتزداد كذلك قوة الرياح عند المد وتصل قوتها القصوى وقت ذروة المد وتضعف عند اقتراب ساعة الجزر.

### المد والجزر وتيارات المد والجزر.
مد وجزر شبه يومي. يصل متوسط مد المياه الحية مترين. وتوجد تيارات مضادة عند فتحة خليج طنجة وداخل الخليج نفسه.

### الإرساء

#### الإرساء الخارجي
تقع منطقتان للرسو خارج الميناء واحدة للاستخدام العام وتحتل الطرف الشمال غربي لحاجز الأمواج وتقع الأخرى شرق السد المضاد جنوب المدخل. توجد هذه المناطق على الخرائط البحرية للمنطقة المينائية لميناء طنجة المدينة.
بفعل الرياح الشرقية القوية يمكن الرسو في أعماق من 12ـ إلى 16ـ متر بتوجه °34 بالنسبة لمنارة رأس مالاباطا حوالي 0,5 متر. من أجل تفادي عتبة البرج يجب التوجه على الأقل عند 240° من ضوء حاجز الأمواج. خلال هذا الإرساء تكون الاعماق صخرية في بعض الأماكن.

#### إرساء ممنوع
تقع منطقة الإرساء المحظورة شرق السد الرئيسي والسد المضاد حيث أنها تحمي مدخل الميناء.
منطقة الإرساء ذات الاستخدام العادي المذكورة أعلاه تعرف وجود مصرف مائي تشير له عوامتين صفراوين ينبغي تجنب الرسو فيه.

## وصلات خارجية
- مقالة من موقع بريد تطوان
- الموقع الرسمي ل TangerMed Special Agency
- Article dans le journal Le Monde